# Ferenc Németh
Pour les articles homonymes, voir Németh.
Ne pas confondre avec le batteur de jazz Ferenc Nemeth.
Ferenc Németh (Budapest, 4 avril 1936) est un champion olympique hongrois. Il a remporté ses deux titres olympiques lors du pentathlon moderne individuel et par équipe de jeux olympiques d’été de 1960 à Rome.